# فراری (فیلم ۱۹۴۷)
فراری (انگلیسی: The Fugitive) فیلمی در ژانر درام به کارگردانی جان فورد و امیلیو فرناندز است که در سال ۱۹۴۷ منتشر شد.

## بازیگران
- هنری فوندا
- پدرو آرمنداریز
- وارد باند
- جی. کارول نایش
- رابرت آرمسترانگ
- لئو کریلو
- جان کوالن
- فورتونیو بونانووا
- کریسپین مارتین
- رودولفو آکوستا